# Казанбулакский сельсовет
Казанбулакский сельсовет — муниципальное образование в Зианчуринском районе Башкортостана.

## История
Согласно «Закону о границах, статусе и административных центрах муниципальных образований в Республике Башкортостан» имеет статус сельского поселения.

## Население
| 2002  | 2009  | 2010  | 2012  | 2013  | 2014  | 2015  |
| ----- | ----- | ----- | ----- | ----- | ----- | ----- |
| 1717  | ↗1775 | ↘1586 | ↘1578 | ↘1538 | ↘1509 | ↘1458 |
| 2016  | 2017  |       |       |       |       |       |
| ↘1432 | ↘1403 |       |       |       |       |       |

## Состав сельского поселения
| № | Населённый пункт | Тип населённого пункта          | Население |
| - | ---------------- | ------------------------------- | --------- |
| 1 | Идельбаково      | деревня, административный центр | ↘1283     |
| 2 | Казанка          | деревня                         | ↘303      |